# Последнее слово (сериал, 2020)
«Последнее слово» (нем. Das letzte Wort) — немецкий драматический сериал 2020 года режиссёра Арона Лехмана. В главных ролях Анке Энгельке и Йоханес Цайлер.

## Сюжет
Супруги Стефан и Карла прожили вместе двадцать пять лет, успели родить и вырастить детей, пережить самые чудесные моменты, и самые сильные ссоры. Жизненный путь Стефана неожиданно обрывается, к глубокому горю его близких. После скоропостижной смерти супруга, Клара с большим удивлением начинает знакомиться с тайнами мужа, о существовании которых она и не подозревала. Они никогда не обсуждали ничего подобного. В шоковом состоянии, женщина сталкивается ещё и с финансовыми проблемами «до кучи», она вынуждена написать заявление о работе начальнику похоронного бюро мистеру Боровски. Героиня, оказавшись в череде горестных и печальных событий, и находясь в полном хаосе, не может решить для себя каким образом ей скорбеть по мужу, и надо ли вообще.

## В ролях
- Анке Энгельке — Клара
- Йоханес Цайлер — Стефан
- Торстен Мертен —
- Нина Гуммих —
- Аарон Хильмер —
- Клаудиа Гейслер-Бадинг —
- Гудрун Риттер —
- Юри Винклер —